# Жан I де Бурбон
Жан I (фр. Jean I ; март 1381 — 5 февраля 1434, Лондон) — герцог де Бурбон с 1410, граф де Форе с 1417, граф де Клермон-ан-Бовези с 1404, герцог Оверни и граф де Монпансье с 1416 (по браку), старший сын герцога Людовика II Доброго и Анны Овернской, французский военачальник.

## Биография

Герб герцогов де Бурбон начиная с Жана I, который, подобно королю Карлу V, оставил только 3 лилии.

В 1404 году он был назначен капитан-генералом Лангедока и Гиени. В том же году он атаковал англичан в Лимузене, где захватил крепости Сен-Пьер и Сен-Мари.
В борьбе между арманьяками и бургильонами Жан первоначально был сторонником бургундского герцога Жана Бесстрашного. Однако после убийства герцога Людовика I Орлеанского Жан сблизился с Арманьяками, став одним из лидеров партии и непримиримым противником герцога Бургундии.
В 1411 году Жан на какое-то время потерял Клермон-ан-Бовези, захваченный бургундцами.
После подписания в 1412 году мирного договора в Осере между враждующими партиями, Жан очистил Иль-де-Франс от банд бригандов, а также отвоевал у англичан город Субиз.
После возобновления борьбы между арманьяками и бургильонами в 1414 году Жан участвовал во взятии Компьена и Нойона. При взятии Суассона он был ранен стрелой в ногу, после чего приказал вырезать гарнизон города и повесить губернатора. Далее, преследуя армию Жана Бесстрашного до Артуа, он осадил сначала Бапом, затем Аррас.
Междоусобная война была прервана вторжением английской армии в 1415 году под командованием короля Англии Генриха V. Навстречу ей выступила спешно собранная армия под командованием коннетабля Карла д’Альбре. Армии встретились 25 октября 1415 года около деревни Азенкур. В разгоревшейся битве Жан де Бурбон был одним из командиров авангарда. Битва при Азенкуре закончилась разгромом французской армии, коннетабль и огромное количество рыцарей погибли, многие попали в плен. В числе пленных оказался и Жан. Он был отправлен в Англию, где содержался в замке Мелборн вплоть до своей смерти.

## Брак и дети
Жена: с 21 июня 1401 года Мария Беррийская (1367—1434), герцогиня Оверни и графиня де Монпансье с 1416, дочь Жана, герцога Беррийского.
- Карл I (1401—1456), герцог де Бурбон с 1434
- Людовик (1403—1412), граф де Форе
- Людовик I Добрый (ум. 1486), граф де Монпансье с 1434

Кроме того, Жан имел несколько незаконнорождённых детей:
- Жан (ум. 1485), аббат Сен-Андре в Вильнёв-ле-Авиньон в 1439, избран архиепископом Лиона, но не утверждён 6 апреля 1444, епископ Пюи и граф де Велэ с 1443, администратор епископства Лион в 1449—1470, аббат Клюни с 1456, приор Сен-Рамбера в Форезе в 1468, приор Монтевердюна в 1482, генерал-лейтенант Бурбонне с 1484
- Александр (ум. 1440), каноник коллегиальной церкви в Нотр-Дам де Божё
- Ги (ум. 1442), шателен баронства Роанне
- Маргарита; муж: с 1436 Родриго де Вильяндрадо, граф ди Рибадео
- Эдме

## В искусстве
Жан II является одним из действующих лиц в исторической хронике Вильяма Шекспира Генрих V.